# Marquinhos
Marcos Aoás Corrêa Marquinhos (Sao Paulo, 14. svibnja 1994.), poznatiji kao Marquinhos, je brazilski nogometaš. Trenutačno igra za Paris Saint-Germain na mjestu veznoga igrača. U lipnju 2017. je Brazilac produžio ugovor s PSG-om do 2022. godine.

## Vanjske poveznice
- Marquinhos na football-lineups.com